# ミンスク・ブレスト鉄道
ミンスク・ブレスト鉄道（ロシア語:Брестское направление Белорусской железной дороги）はベラルーシの首都ミンスクにあるミンスク中央駅からバラーナヴィチを経てブレスト州にあるブレスト中央駅を結ぶ全長347kmの鉄道である。モスクワ・スモレンスク鉄道、ミンスク・ヴォルシャ鉄道と共にモスクワ・ブレスト鉄道の一部を構成する。

## 概要
1871年に開業。交流50Hz 25,000Vで電化されており、全線複線である。ベラルーシを横断する国土幹線であると共に、ロシアとシェンゲン圏を結ぶ国際列車も数多く経由する。ベラルーシ国鉄は1,520mmの広軌であるのに対してポーランド国鉄は1,435mmの標準軌であるため、ポーランド以西に直通する国際列車は終点のブレスト中央駅で車輪幅調整が行われる。